# Euophrys alticola
Euophrys alticola es una especie de araña saltarina del género Euophrys, familia Salticidae. Fue descrita científicamente por Denis en 1955.
Habita en Francia y España.